# Shorinji ryu

Shorinji Ryu (jap. Schriftzeichen)

Der Kampfkunststil des Shorinji ryu (jap.) wurde von Großmeister Richard Kim (* 1917; † 2001), Hanshi, 10. Dan  gegründet. Die gelehrten Kampfkünste innerhalb der Ryu (Schule, Stil) sind das Shorinji ryu Karate Do, Okinawa-Kobudo sowie das Tai Chi. Darüber hinaus gelten die Lehren des Chi Kung und der Meditation als fundamentale Bestandteile.

## Namensbedeutung
Shorinji ryu bedeutet „Die Schule im Tempel des kleinen (Kiefern) Waldes“.

## Shorinji Ryu Karate Do
Die Wurzeln des traditionellen Shorinji Ryu Karate Do reichen bis weit vor das 17. Jahrhundert zurück.
Die Besonderheit dieser Kunst liegt jedoch nicht nur in der historischen Begebenheit, sondern ebenso in der bemerkenswerten Integration der ursprünglichen chinesischen Künste (Shaolin Kung Fu, Chi Kung, Fünf-Elemente-Lehre) sowie der okinawanischen Kampfkünste (Okinawa-Te, Tōde, Naha-Te, Shuri-Te, Tomari-Te) in diesen Stil. Im Shorinji Ryu Karate Do wird ein besonderer Wert auf das Konservieren der chinesischen, okinawanischen und japanischen Einflüsse in diese Kunst des Karate Do gelegt. Die hierauf basierenden Anwendungen von Tritten, Schlägen, Hebeln und Würfen machen diese Kunst so bemerkenswert. Die besondere Effektivität des Shorinji Ryu Karate Do wird in den praktischen Anwendungen in der Selbstverteidigung deutlich. Im Mittelpunkt stehen bei allen Bewegungen die anatomischen und spirituellen Fähigkeiten des menschlichen Körpers und das damit verbundene Wohlgefühl beim Umgang mit der Energie (Chi, Qi).
- Kata

Im Shorinji Ryu Karate Do werden im Wesentlichen folgende Kata gelehrt:
Ananku, Bascin Kohoi, Chinte, Chintō, Chinto (Vers. Yabu Kentsū), Empi, Gekisai, Gojūshiho Shō, Gojūshiho Dai, Gojūshiho (Vers. Oyadomari Kōkan), Gojushiho (Vers. Yabu Kentsu), Jiin, Jion, Jitte, Juroku, Kururunfa, Kūsankū Sho, Kusanku Dai, Kusanku (Vers. Sakugawa Kanga), Kusanku (Vers. Chatan Yara), Lohai Shodan (Vers. Itosu Ankō), Lohai Nidan (Vers. Itosu Anko), Lohai (Vers. Itosu Anko), Lohai (Vers. Matsumura Sokon), Naihanchi Shodan, Naihanchi Nidan, Naihanchi Sandan, Nipaipo, Niju Shiho, Niseshi, Patsai Sho, Patsai Sho (Vers. Yabu Kentsu), Patsai Dai, Patsai (Vers. Oyadomari Kokan), Patsai (Vers. Matsumura Sokon), Petchurin (Vers. China), Pinan Shodan, Pinan Nidan, Pinan Sandan, Pinan Yondan, Pinan Godan, Seipa, Seisan (Vers. China), Seisan (Vers. Okinawa), Seiyunchin, Shimpa, Shisochin, Sochin (Vers. Okinawa), Sochin (Vers. Japan), Suparinpei (Vers. Okinawa), Saifa (Vers. China), Saifa (Vers. Okinawa), Sanchin (Vers. China), Senseiru (Vers. Okinawa), Senseiru (Vers. China), Tensho, Unsu, Wandoo, Wankan (Vers. Yabu Kentsu), Wankan (Vers. Itosu Anko), Wanshu (Vers. Itosu Anko), Wanshu (Vers. Oyadomari Kokan), Wanshu (Vers. Yabu Kentsu).
Eine Übersicht der Kata verschiedener Stilrichtungen findet sich unter Kata (Karate).

## Okinawa Kobudo
Das im Shorinji Ryu gelehrte Kobudo ist sehr stark durch das Karate und die interne Arbeit mit der Energie (Qi) geprägt.
Im Folgenden sind die gelehrten Waffen und Kata dargestellt.
- Bo | Der hölzerne Langstock
  - Chatan Yara No Kon Sho, Chatan Yara No Kon Dai, Ginowan No Kon, Hama Higa No Kon, Matsu Higa No Kon, Sakugawa No Kon Sho, Sakugawa No Kon Dai, Sakugawa No Kon Chu, Shiro Taru No Kon, Sushi No Kon Sho, Sushi No Kon Dai, Tawada No Kon, Tenryu No Kon, Tokumine No Kon, Yonegawa No Kon.
  - Shodan-Yondan No Kon.

- Eku | Das hölzerne Bootspaddel
  - Tsuken Sunakake No Kon sho, Tsuken Sunakake No Kon chu, Tsuken Sunakake No Kon dai.

- Jō | Der mittlere Holzstock
  - Aragaki No Jo, Noburo No Jo, Noburo No Jo Sho, Noburo No Jo Dai.
  - Shodan-Yondan No Jo.

- Kama | Die kurzgriffige Sichel
  - Hama Higa No Kama, Kanegawa No Kama.
  - Shodan-Yondan No Kama.

- Nunchaku | Der Dreschflegel
  - Buho No Nunchaku, Chalamon No Nunchaku, Chatan Yara No Nunchaku, Sokon No Nunchaku, Taiwa No Nunchaku.

- Sai | Die Metallgabel
  - Chatan Yara No Sai Sho, Chatan Yara No Sai Dai, Hama Higa No Sai, Mae Sato No Sai ichi, Mae Sato No Sai ni, Matsu Higa No Sai, Matsumura No Sai, Sakugawa No Sai, Tawada No Sai Sho, Tawada No Sai Dai, Tokumine No Sai, Toyama No Sai, Tsuken Shita Haku No Sai, Yakaa No Sai.
  - Shodan-Yondan No Sai.

- Tanbo | Der hölzerne Kurzstock
  - Seikun No Tanbo, Noburi Ryu No Tanbo.
  - Shodan-Yondan No Sai.

- Techu | Die Faustwaffe
  - Techu No Kata.

- Tonfa | Die Holzkurbel
  - Chatan Yara No Tonfa, Hama Higa No Tonfa, Kingawa No Tonfa, Matsu Higa No Tonfa Sho, Matsu Higa No Tonfa Dai, Oyadomari No Tonfa.
  - Shodan-Yondan No Tonfa.

- Tantō | Das Messer
  - Seikun No Tanto ichi, Seikun No Tanto ni.
  - Shodan-Yondan No Tanto.

## Tai Chi
Das Tai Chi des Shorinji ryu ist sehr stark durch den Yang-Stil und das Baguazhang beeinflusst.
- Formen
  - Langform bestehend aus 3 Teilen, Kurzform, Tuishou, Bamen (Die 8 Pforten), Ta Lu, Tai Chi Jian (Schwert).

## Chi Kung
Das Chi Kung dient im Shorinji ryu unter anderem der bewussten Koordination von Atmung und Bewegung sowie der Visualisierung von Energie. Wesentlich ist ebenso der bewusste Umgang mit den Zentren der eigenen Energie. Bei Übungen wie z. B. der Meditation ist das höchste Ziel, dass der Geist zur Ruhe kommt, sich die innere Leere und Frieden einstellt.
Um in die spirituellen Tiefen der Kampfkünste eintauchen zu können, erachtete Richard Kim das Chi Kung als unabdingbar.

## Weiterer Stile des Shorinji-ryu
- Shorinjiryu Kenkokan Karatedo gegründet von Hisataka Masayoshi.
- Shorinji ryu gegründet von Nakazato Joen.
- Nihon Shorinji Kempo gegründet von Doshin So.

## Internationale Verbände
- Der Kokusai Butokukai ist die offizielle Nachfolgeorganisation des Butokukai International (gegründet von Richard Kim)
  - Butokukai Europe, Butokukai Finland, Butokukai France, Butokukai Germany, Butokukai Luxembourg, Butokukai Scotland, Butokukai Spain, Butokukai North America, Zen Bei Butoku Kai (USA), Butokukai Canada
- Bu Toku Do
  - Brasilien, Canada, England, Schottland, USA
- Academy of Martial Arts
  - Canada, USA
- Zen Bei Butoku Kai-International (USA)
  - Canada, USA